# Celebrity Bake Off (seconda edizione)
La seconda edizione di Celebrity Bake Off va in onda dall'8 al 15 dicembre 2017, con due puntate, su Real Time. La location di quest'anno è sempre Villa Annoni, a Cuggiono.
La presentatrice della gara continua ad essere Benedetta Parodi, mentre al duo consolidato dei giudici (formato da Ernst Knam e Clelia d'Onofrio) si aggiunge un nuovo membro, Damiano Carrara, in sostituzione a Antonio Lamberto Martino.

## Concorrenti

### Prima puntata
- Tosca D'Aquino e Francesca Piccolo - (Vincitori)
- Carmen Russo ed Enzo Paolo Turchi
- Roberta Lanfranchi e Georgia Luzi
- Gianmarco Pozzoli e Alice Mangione
- Karen Putzer e Luigi Mastrangelo
- Leonardo Cecchi e il fratello Alessandro Cecchi
- Cristèl Carrisi e Romina Carrisi
- Fiordaliso e Carla

### Seconda puntata
- Jake La Furia e Laura De Luca - (Vincitori)
- Euridice Axen e Raul Garcia Pena
- Maria Pia Timo e Laura Freddi
- Fabio Troiano e Isabella
- Sara Piccinini e Rachele Mura
- Marina Di Guardo e Antonio Ferragni
- Elisa Di Francisca e Martina Di Francisca
- Riccardo "Ricky" Betteghella e Bruno "Pasqui" Galasso

## Episodi

### Episodio 1
Prima TV: 8 dicembre 2017
- La prova d'ingresso - Skill test: Riempire i bignè con la crema pasticcera
- La prova tecnica: Cheesecake
- Terzi classificati: Carmen Russo ed Enzo Paolo Turchi
- Secondi classificati: Giorgia Luzi e Roberta Lanfranchi
- Vincitori: Tosca D'Aquino e Francesca Piccolo

### Episodio 2
Prima TV: 15 dicembre 2017

## Ascolti
| Puntata | Messa in onda    | Telespettatori | Share |
| ------- | ---------------- | -------------- | ----- |
| 1       | 8 dicembre 2017  | 567.000        | 2,3%  |
| 2       | 15 dicembre 2017 | 589.000        | 2,4%  |